# Malusi
Malusi är en ögrupp i Finska viken utmed Estlands nordkust. De ligger i Jõelähtme kommun i landskapet Harjumaa, 40 km nordost om huvudstaden Tallinn. De består av Stora Malö, Lilla Malö och Vahekari.
Klimatet i området är tempererat. Årsmedeltemperaturen i trakten är 5 °C. Den varmaste månaden är augusti, då medeltemperaturen är 16 °C, och den kallaste är februari, med −2 °C.

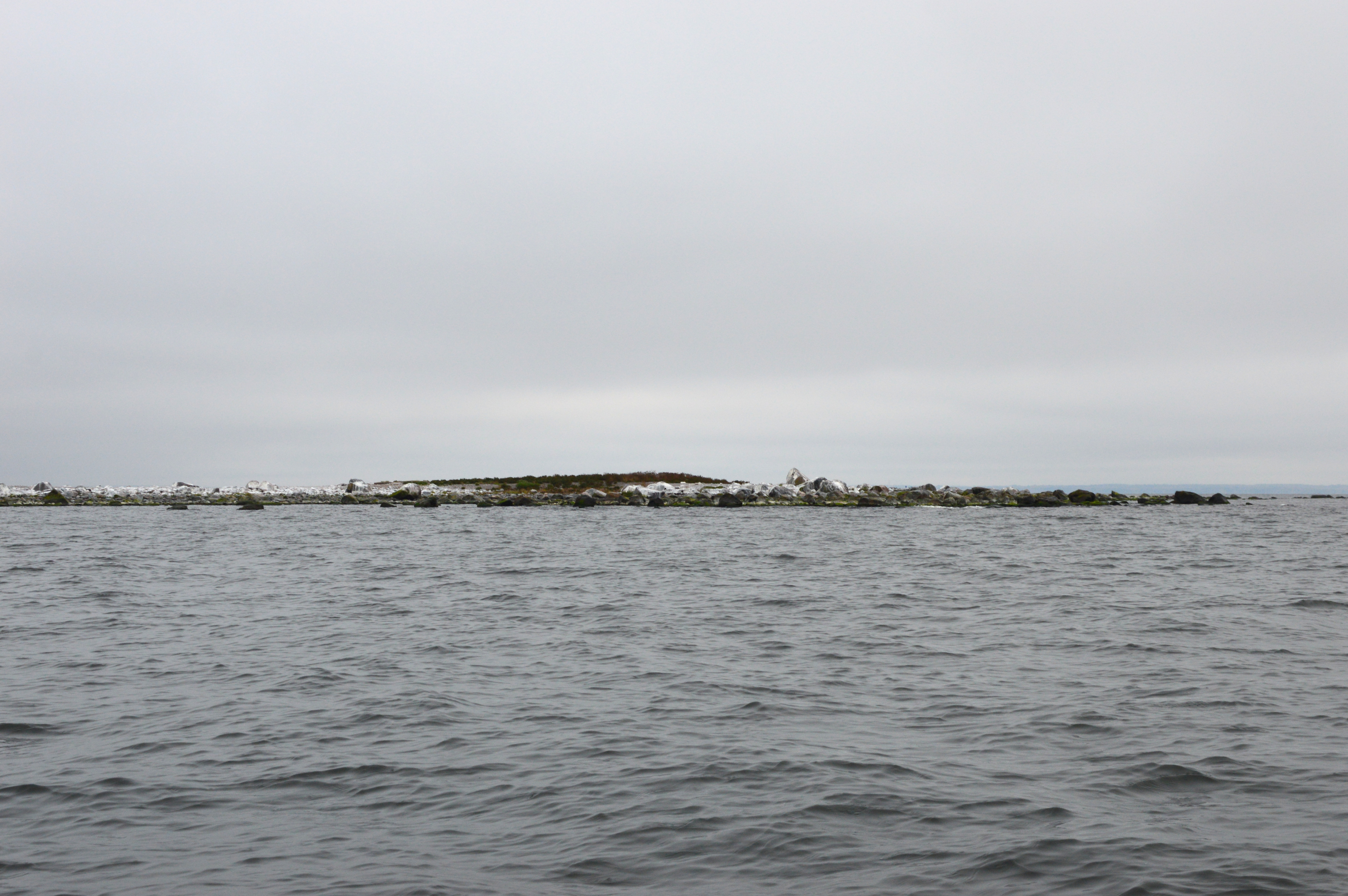
Lilla Malö
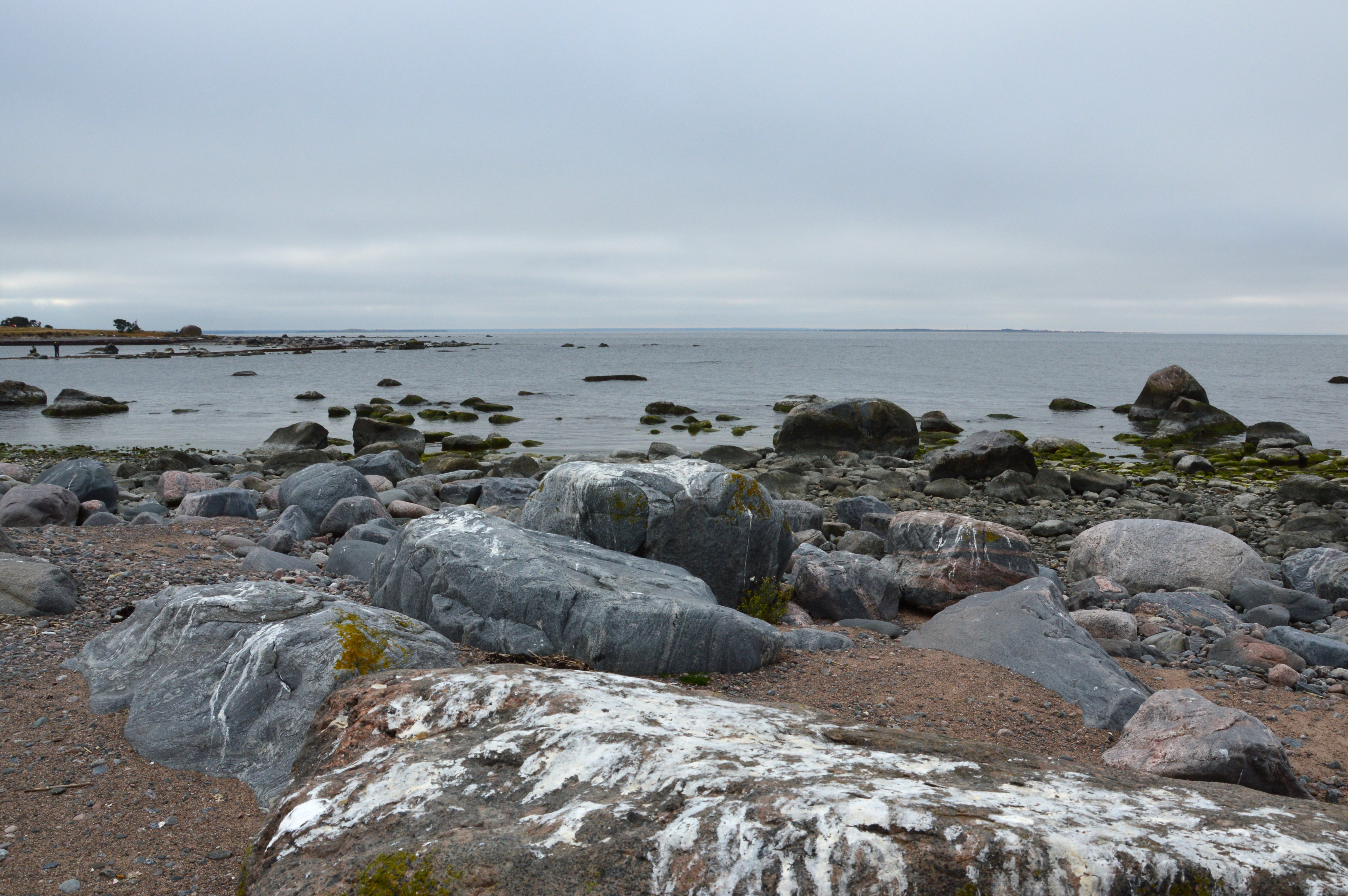
Vahekari
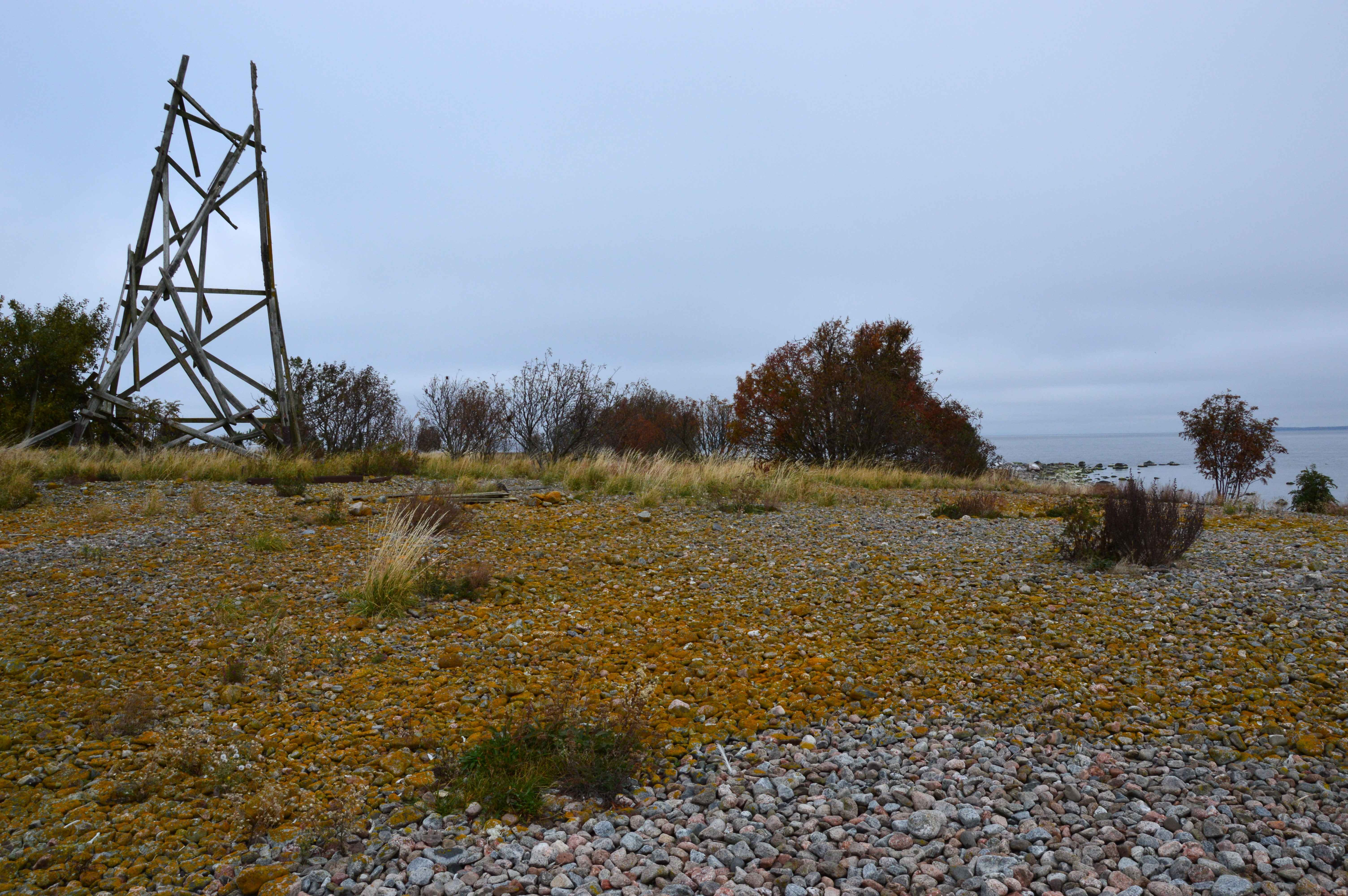
Stora Malö
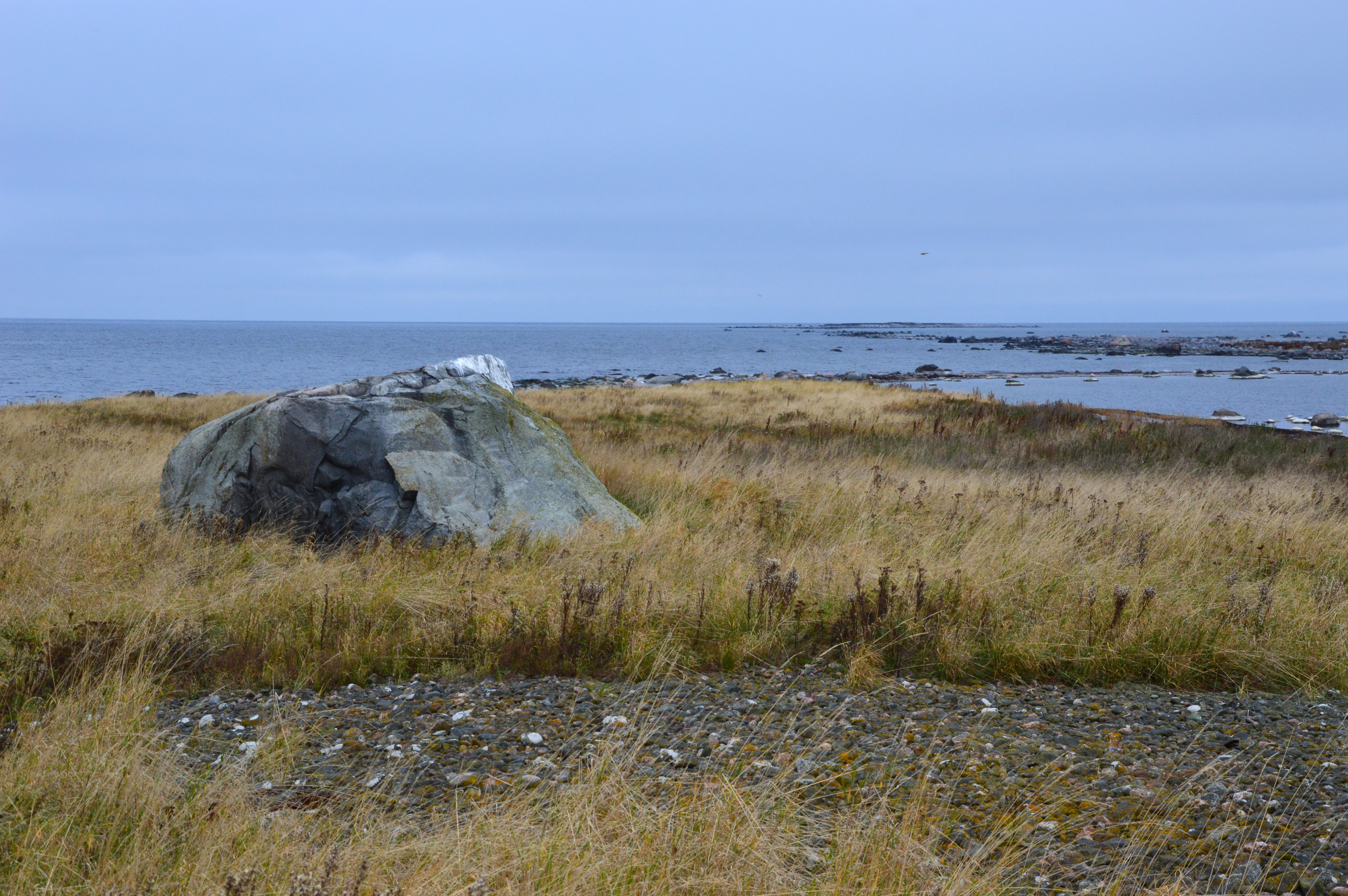
Stora Malö